# Xanthoparmelia neotumidosa
Xanthoparmelia neotumidosa är en lavart som beskrevs av Hale. Xanthoparmelia neotumidosa ingår i släktet Xanthoparmelia och familjen Parmeliaceae.   Inga underarter finns listade i Catalogue of Life.